# 빅토르 넬손
빅토르 에노크 넬손(덴마크어: Victor Enok Nelsson, 1998년 10월 14일 ~ )는 덴마크의 축구 선수로 현재 튀르키예 쉬페르리그의 갈라타사라이에서 센터백으로 활약 중이다.